# Oireachtas
Oireachtas er Irlands nationale parlament, som består af to kamre med i alt 226 medlemmer, Dáil Éireann (Underhuset) med 166 medlemmer og Seanad Éireann (Overhuset) 60 medlemmer. Det nuværende parlament blev etableret i 1937.